# Instalație de incinerare
Instalație de incinerare înseamnă orice instalație tehnică fixă sau mobilă și echipamentul destinat tratamentului termic al deșeurilor, cu sau fără recuperarea căldurii de ardere rezultate.
Aceasta include incinerarea prin oxidarea deșeurilor, precum și piroliza, gazificarea sau alte procese de tratament termic, cum sunt procesele cu plasmă, în măsura în care produsele rezultate în urma tratamentului sunt incinerate ulterior.
Termenul Instalație de incinerare are o definiție juridică în Directiva 2000/76/CE privind incinerarea deșeurilor. Această directivă se aplică nu doar instalațiilor pentru incinerarea deșeurilor solide și lichide, ci și instalațiilor de coincinerare.

## Coincinerarea
Coincinerare se numește acțiunea în care deșeurile, în loc să fie pur și simplu distruse, sunt folosite ca și combustibili alternativi. Astfel, deșeurile dintr-o industrie se transformă în combustibili pentru o altă industrie.